# Hortence Diédhiou
Hortence Diédhiou (Ziguinchor, 19 de agosto de 1983) es una deportista senegalesa que compitió en judo. Ganó tres medallas en los Juegos Panafricanos entre los años 2007 y 2015, y nueve medallas en el Campeonato Africano de Judo entre los años 2002 y 2015.

## Palmarés internacional
| Juegos Panafricanos | Juegos Panafricanos               | Juegos Panafricanos | Juegos Panafricanos |
| Año                 | Lugar                             | Medalla             | Categoría           |
| ------------------- | --------------------------------- | ------------------- | ------------------- |
| 2007                | Argel (Argelia)                   | Medalla de oro      | –52 kg              |
| 2011                | Maputo (Mozambique)               | Medalla de plata    | –57 kg              |
| 2015                | Brazzaville (República del Congo) | Medalla de bronce   | –57 kg              |
| Campeonato Africano |                                   |                     |                     |
| Año                 | Lugar                             | Medalla             | Categoría           |
| 2002                | El Cairo (Egipto)                 | Medalla de oro      | –52 kg              |
| 2005                | Puerto Elizabeth (Sudáfrica)      | Medalla de bronce   | –52 kg              |
| 2006                | Puerto Louis (Mauricio)           | Medalla de bronce   | –52 kg              |
| 2008                | Agadir (Marruecos)                | Medalla de bronce   | –52 kg              |
| 2010                | Yaundé ( Camerún)                 | Medalla de bronce   | –57 kg              |
| 2011                | Dakar (Senegal)                   | Medalla de oro      | –57 kg              |
| 2012                | Agadir (Marruecos)                | Medalla de plata    | –57 kg              |
| 2013                | Maputo (Mozambique)               | Medalla de bronce   | –57 kg              |
| 2015                | Libreville (Gabón)                | Medalla de bronce   | –57 kg              |